# 大花韭
大花韭（学名：Allium macranthum）为葱科葱属的植物。分布于锡金以及中国的云南、西藏、陕西、甘肃、四川等地，生长于海拔2,700米至4,200米的地区，一般生长在河滩、草坡和草甸上，目前已由人工引种栽培。